# Daddy’s Girl

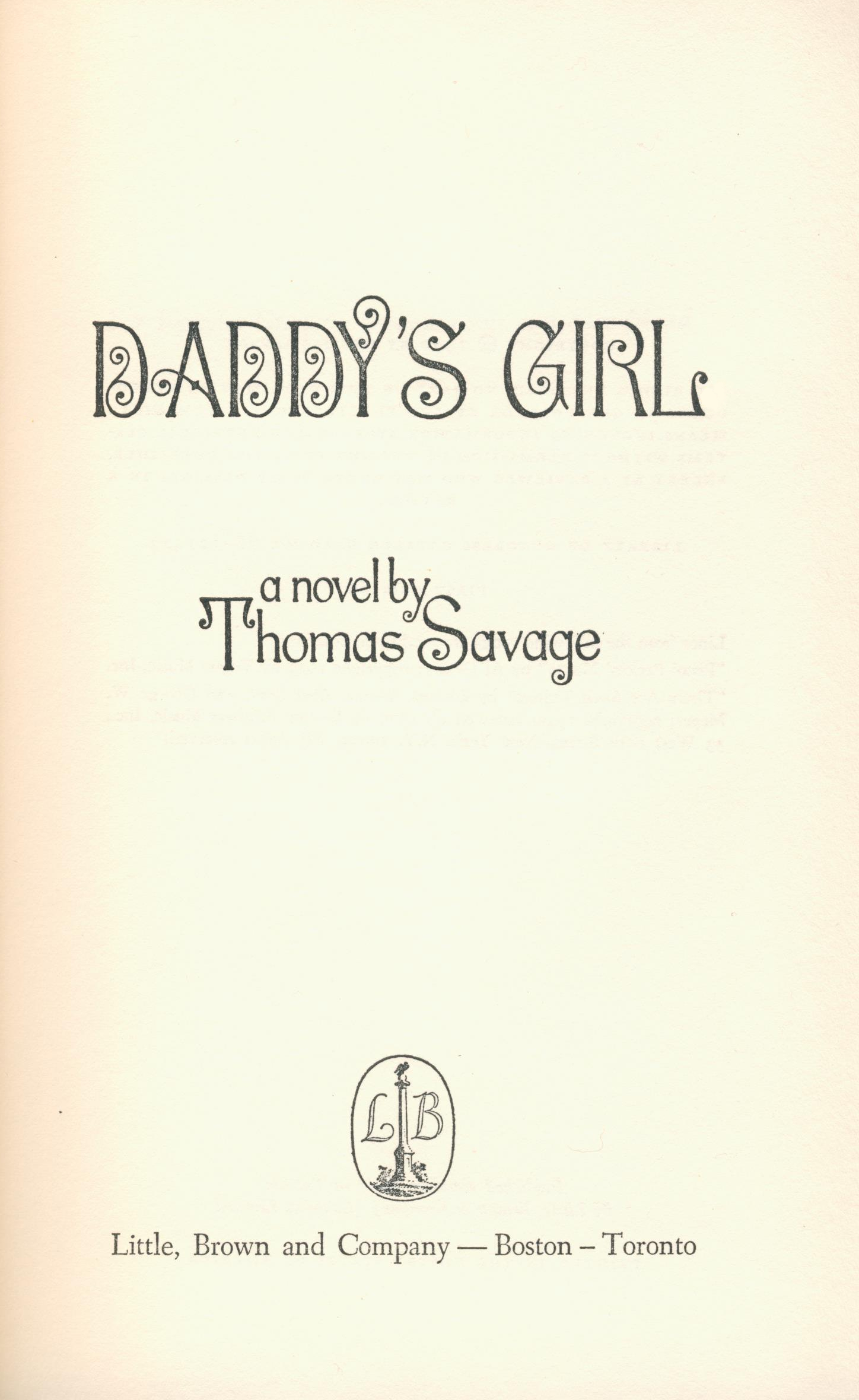
Titelblatt der Erstausgabe aus dem Jahr 1970

Daddy’s Girl ist ein Roman des US-amerikanischen Schriftstellers Thomas Savage aus dem Jahr 1970. Es war das siebente Werk, das Savage veröffentlichte.

## Handlung
Buch 1

In der abgelegenen Siedlung Crow Point in Maine erwartet Börsenmarkler Chris die Ankunft seiner alten Freundin Marty Linehan. Chris lebt mit seiner Frau Jane zusammen, die Marty nicht leiden kann; beide haben zwei Söhne. Chris vermutet, dass Marty kommt, um von ihm Geld zu leihen. Marty ist seit vielen Jahren Alkoholikerin und ist auch jetzt betrunken, als sie aus dem Bus steigt. Ihren Sohn im Teenageralter Charles hat sie nicht mitgebracht. Chris erinnert sich an seine gemeinsamen Jahre mit Marty.
Ihre frühe Kindheit in den 1920er-Jahren verbrachte Marty in Montana und zog im Alter von acht Jahren mit ihren Eltern nach Los Angeles. Ihr Vater lehrte halbtags an der UCLA und war zudem als Verkäufer tätig. Er verließ schließlich die Familie für eine andere Frau und zog mit dieser in die Schweiz. Bevor er ging, sprach er mit Marty über die Liebe, so sei es am wichtigsten, gebraucht zu werden. Sie müsse geben und formbar wie Plastik sein. Kurz nachdem ihr Vater die Familie verlassen hat, geht Marty in den 1930er-Jahren auf ein College in Upstate New York, wo sie Chris kennenlernt. Ihre Herkunft ist ähnlich, so wuchs Chris auf einer Großranch in Utah auf. Er ist sexuell noch unerfahren und glaubt zunächst, dass Marty eine Prostituierte ist, doch trinkt sie nicht und hat Klasse. Er besucht sie und sie schläft mit ihm. Für beiden ist die Beziehung bedeutungslos: Marty ist in einer Beziehung mit dem mittellosen Peter und leiht sich von Chris Geld, um Peter einen Wintermantel zu kaufen. Zurückzahlen kann sie die Summe nicht. Nach Ende des Studiums trennen sich die Wege von Marty und Chris zunächst.
Buch 2

Chris wird nach Ende des Studiums Börsenmakler bei Frank, Meade & Co in Boston, weil er im Gegensatz zu seinem Bruder kein großes Interesse an der Rancharbeit hat. Zeitweise arbeitet er auch in New York City, hat ein gutes Händchen und kann sich einen Cadillac leisten. In Boston sieht Chris drei Jahre nach dem Studium Marty wieder, die aus einem Rolls-Royce steigt und im Hotel Ritz verschwindet. Marty, die inzwischen als Laborassistentin arbeitet, ruft ihn später an und lädt ihn auf eine Feier in ein ehemaliges Theater ein. Bei einer Party in New York lernt Chris die Verlagsmitarbeiterin Jane kennen. Sie verlieben sich, auch wenn gemeinsame Abende häufig von Marty begleitet werden. Jane ist Marty gegenüber von Anfang an kritisch eingestellt. Jane und Chris heiraten, ziehen in die Vorstadt und werden Eltern von zwei Söhnen. Die feierfreudige Marty entschließt sich ebenfalls zu heiraten. Auf einer Feier lernt sie Walter kennen; Chris und Jane werden vom Paar erst kurz nach der Heirat eingeladen und keiner kann verstehen, was Marty an Walter findet. Kurz darauf eröffnet Marty Chris, dass sie schwanger ist.
Buch 3

Walter besteht die Business School; er und Marty finden ein Haus in Boston und Walter bekommt einen guten Job in einer Firma. Eine Woche später findet der Angriff auf Pearl Harbour statt und die USA tritt in den Zweiten Weltkrieg ein. Walter wird zur Armee eingezogen, weil Marty nur schwanger ist. Chris hingegen wird als zweifacher Vater nicht an die Front geschickt. Marty funktioniert das Haus um, gibt viele Partys und richtet eine Kantine für Matrosen ein. Sie nimmt die junge Candace bei sich auf, deren Mann ebenfalls im Krieg ist. Beide betrügen ihre Männer mit Matrosen. Martys Schwiegermutter erwischt sie beim Seitensprung, hofft jedoch, dass es nur eine Phase ist. Chris rekapituliert, dass Marty nicht zur Vernunft kam.

Marty bringt Sohn Charles auf die Welt. Vier Jahre später gibt Marty immer noch große Partys in ihrem Haus, zu Gast sind Dichter, Professoren und wohlhabende Personen der Gegend. Marty selbst spielt gelegentlich Theater und arbeitet weiterhin im Krankenhaus. Der V-Day wird gefeiert und Candace zieht aus Martys Haus aus. Walter hat den Krieg überlebt und kehrt zu Marty zurück, die ihren freien Lebensstil mit einem Mal aufgeben muss. Sie lernt den Anwalt John Linehan kennen und verliebt sich in ihn. John hat eine 7 Jahre alte Tochter namens Margaret und ist mit Anne verheiratet, die in der Psychiatrie ist. Obwohl sich John nicht scheiden lassen kann, solange Anne psychisch instabil ist, trennt sich Marty gegen Chris’ Rat von Walter, kauft das gemeinsame Haus und wohnt von nun an mit John Linehan zusammen. Als Chris sie später besucht, ist sie erwachsener geworden – sie wird von einer Frau, der vieles egal ist, zu einer angepassten Hausfrau. Auf einer Feier, bei der Chris als einziger länger bleibt, kommt es schließlich zu Handgreiflichkeiten mit John Linehan, woraufhin Marty Chris aus dem Haus wirft. Der Kontakt bricht daraufhin ab. John bringt Anne dazu, die Scheidungspapiere zu unterzeichnen; John und Marty heiraten kurz darauf und Anne nimmt sich das Leben.
Buch 4

Marty und John verbringen den Sommer am See. Bei der Rückkehr erleidet John einen Zusammenbruch. Es wird ein inoperabler Hirntumor diagnostiziert, wobei John nur noch wenige Wochen zu leben hat. Marty pflegt ihn und John behandelt sie bei fortschreitender Erkrankung immer grausamer. Marty beginnt zu trinken; erst kurz vor seinem Tod bittet John sie für sein Verhalten um Vergebung. Martys Haus wird nach Johns Tod erneut zum Treffpunkt der Gesellschaft. Charles ist inzwischen 13 und wird von Marty besitzergreifend behandelt; Margaret lebt seit Johns Tod bei dessen Bruder. Die Arbeit im Krankenhaus hat Marty vor zwei Jahren verloren und arbeitet nun als Haushälterin. Sie trinkt immer häufiger und wird schließlich bei dem Versuch, heimlich an Alkohol zu kommen, erwischt und als Diebin entlassen. Chris beginnt, sie finanziell zu unterstützen, kann jedoch auf die Dauer nicht zwei Haushalte parallel versorgen. Marty verdient etwas Geld als Babysitterin und beginnt, wertvolle Dinge aus ihrem Haushalt zu verkaufen, um über die Runden zu kommen. Ihre Partys, die sie weiterhin regelmäßig gibt, wandeln sich, so kommt eine neue, jüngere Generation in ihr Haus. Als Chris sie eines Tages besucht, ist ihr Haus von Halbstarken besetzt, die ihr Haus als Treffpunkt nutzen, sich jedoch über Marty und ihre alkoholbedingte Unsicherheit lustig machen. Chris liefert sich mit dem Anführer der Gruppe einen Zweikampf und die Halbstarken räumen schließlich Martys Haus.
Buch 5

Marty kommt in Crow Point in Maine an. Sie ist alkoholkrank und will Alkohol kaufen, doch haben die Geschäfte zu. Charles ist bei Walter geblieben. Chris erinnert sich, wie er Marty vor einiger Zeit aufgesucht hatte und sie so heftige Entzugserscheinungen hatte, dass er einen Arzt holen musste. Martys Zustand ist nun nicht besser geworden. Auch Chris sieht sich als Alkoholiker an, ist jedoch weit von Martys Zustand entfernt, da sie in einem ständigen betrunkenen Zustand ist und keine Phasen der Nüchternheit mehr kennt. In Crow Point kommt ein versiegelter Brief an Marty an. Es ist ein Telegramm, in dem Martys Vater eine Rückkehr nach Amerika ankündigt. Er will sich in Kalifornien niederlassen und Marty zu sich holen. Marty, die sich am Strand von Crow Point heimlich schwer betrunken hat, bittet Chris, sie in eine Entzugsklinik einweisen zu lassen und Chris findet nach kurzer Zeit eine passende Klinik für sie.

## Veröffentlichung
Daddy’s Girl war nach The Pass, Lona Hanson, A Bargain With God, Trust in Chariots, The Power of the Dog und The Liar der siebente Roman, den Thomas Savage veröffentlichte. Er erschien bereits kurz nach The Liar (1969) im September 1970 bei Little, Brown and Company und wurde 1972 bei Ballantine Books auch als Paperback veröffentlicht.
Den Schutzumschlag der Hardcoverausgabe ziert die Zeichnung eines Busses neben dem Haltepunkt Crow Point – ein Verweis auf die inhaltliche Klammer von Martys Ankunft, die im ersten und letzten Kapitel des Romans thematisiert wird. Die Zeichnung stammt von dem Künstler Wendell Minor (* 1944), der bereits die Coverzeichnung für Savages Vorgängerroman The Liar geschaffen hatte. Der Schutzumschlag enthält zudem ein Porträtfoto Thomas Savages von John E. Woodman.
Savage widmete den Roman, der aus 27 Kapiteln in fünf Büchern besteht, seiner Agentin Blanche Gregory („For Blanche Gregory, trusted agent and dear friend“).

## Hintergrund und autobiografische Züge

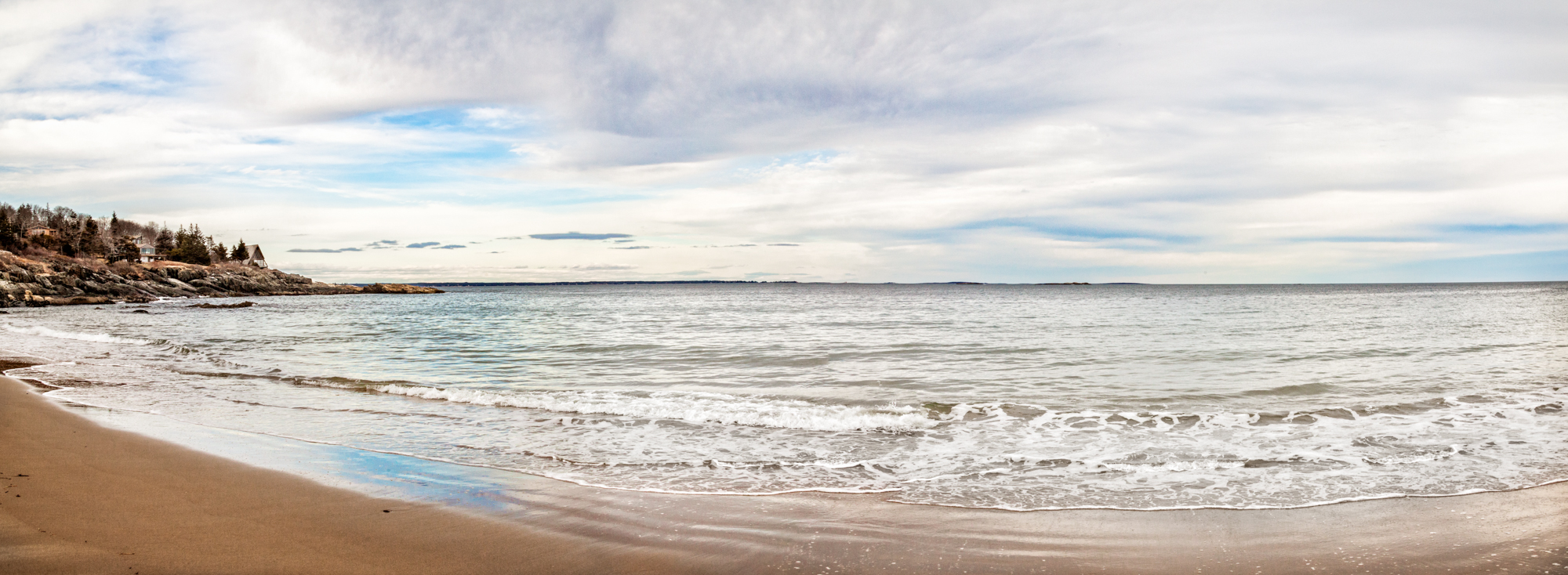
Strand von Indian Point (= Crow Point), ein Schauplatz des Romans

Daddy’s Girl ist der erste von drei Romanen Savages, in denen männliche Protagonisten aus ihrer Sicht das Leben einer besonderen Frau erzählen, die in ihrem Leben eine wesentliche Rolle gespielt hat. Die Rahmenhandlung unterbricht dabei die Rückblicke. Die weiteren Romane der Trilogie sind Her Side of It (1981) und For Mary, With Love (1983), wobei sowohl in Daddy’s Girl als auch in Her Side of It Alkoholismus ein zentrales Thema ist.
In Daddy’s Girl zeichnete Savage die Geschichte von Betty Beresford, einer Freundin aus Colby-College-Zeiten nach, die später eine Dame der Gesellschaft in Boston war, alkoholabhängig wurde und daran schließlich auch verstarb. Savage nahm auf den Roman in seinem autobiografischen Werk Mein Bruder – meine Schwester Bezug:

„Eine meiner Freundinnen, die inzwischen an Trunksucht gestorben ist […] interessierte sich für lokale Theatergruppen und spielte selbst irgendwas in ‚The Philadelphia Story‘. […] Als ich sie im College kannte, trank sie überhaupt nicht. Alkohol ist auch nicht die richtige Lösung, und auch nicht viele Ehen. Ich schrieb einen Roman über sie, der 1970 erschien.“

Auch Marty spielte Ende des Zweiten Weltkriegs die Hauptrolle der Tracy Lord in Philip Barrys The Philadelphia Story.
In Chris und Jane stellte Savage sich und seine Frau Elizabeth dar, wobei sich Savage auch mit seinem eigenen Alkoholproblem auseinandersetzte. Es war nach The Liar das zweite Mal, dass Savage seine Frau fiktionalisiert in seinen Romanen aufnahm; das Paar Chris und Jane erscheint auch in Savages nächstem Roman A Strange God. Die Heimat von Chris und Jane, Crow Point, ist eine fiktionale Darstellung von Savages Wohnort Indian Point, einem Siedlungsgebiet in Georgetown, Maine.
Immer wieder wird Savages Liebe für Autos deutlich, so kauft sich Chris zunächst trotz seiner Liebe zum Rolls-Royce einen Cadillac sowie gegen Kriegsende einen Ford Modell T und ist Mitglied eines Autoclubs, der sich immer mittwochs bei einer Autoscheune in Massachusetts trifft, in dem Oldtimer ausgestellt sind. Später besitzt Chris nacheinander einen Alfa Romeo, Porsche, Opel Super 6 und einen Jaguar und wird stolzes Mitglied im Sports Car Club. Bereits in The Liar hatte Savage den Protagonisten darüber nachdenken lassen, einem Automobilclub beizutreten. Savage selbst war ein bekennender Oldtimerliebhaber und während seiner Zeit in Boston Ende der 1940er- bis Anfang der 1950er-Jahre Mitglied im Oldtimerverein VMCCA, der regelmäßige Treffen am Larz Anderson Auto Museum in Brookline veranstaltete.

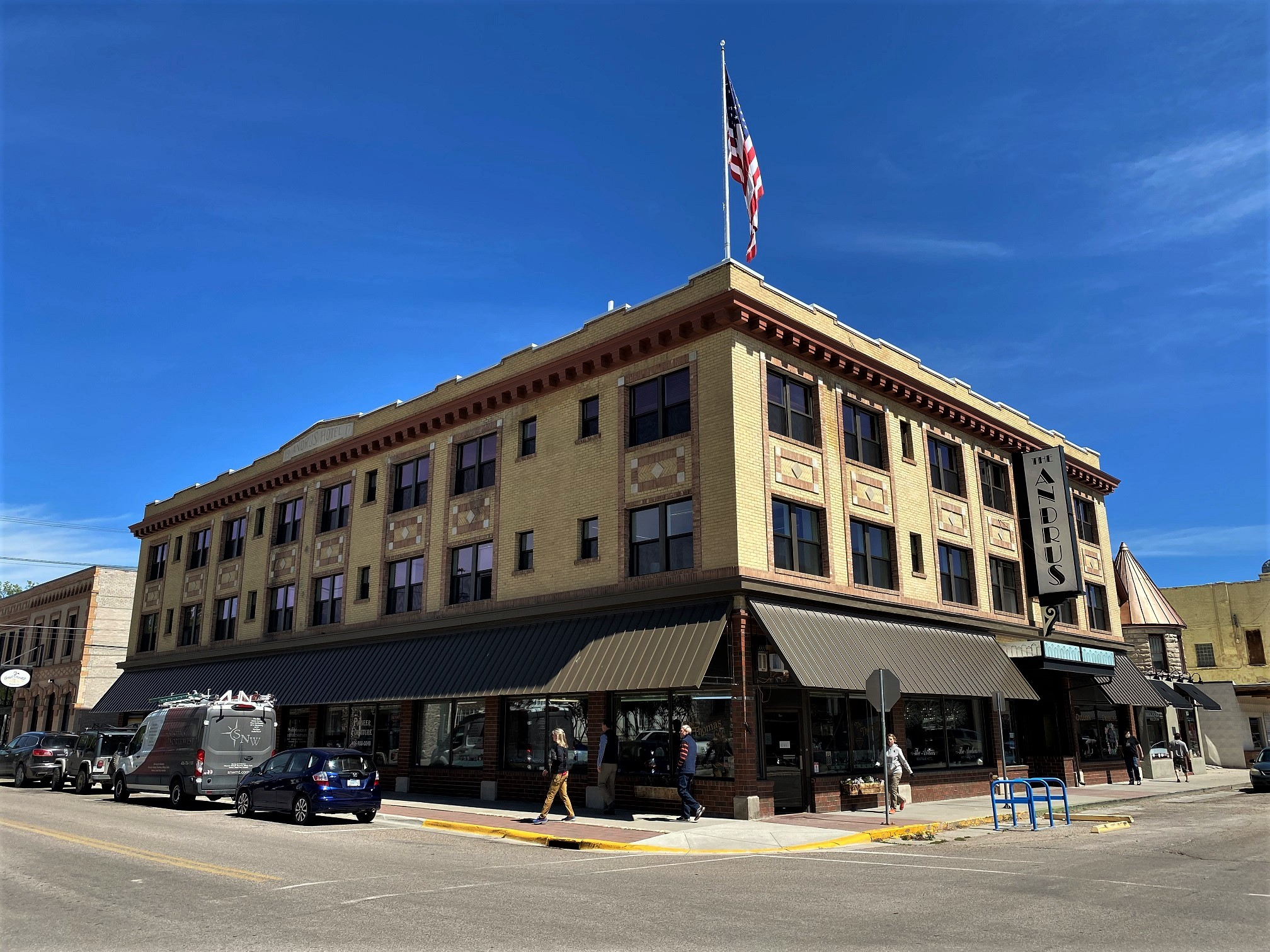
Das Andrus Hotel, im Roman Herndon Haus, Schauplatz eines Begräbnisses

Einige wenige Anklänge finden sich im Roman zu einem zentralen Motiv in Savages Gesamtwerk, dem Ranchleben im amerikanischen Westen. Chris und Marty wuchsen im Westen auf, wobei Chris als Sohn des Ranchbosses auf einer 20.000 Morgen großen Ranch in Utah aufwuchs. Dieselbe Ranchgröße findet sich bereits in seinem Roman Lona Hanson. Chris erinnert sich an eine Beisetzung in Herndon, an der er als Kind mit seinem Vater teilnahm und zu der die größten Landbesitzer der Gegend kamen. Die Beisetzung fand auf dem Mountain View Cemetery statt, der anschließende Empfang in Herndon House. Zu den anwesenden Familien gehörten Mitglieder der Familien Bart und Burk, die in zahlreichen Romanen Savages vorkommen. Auch Herndon als fiktionale Version der Stadt Dillon, mit dem Andrus Hotel in Dillon als Herndon House, ist ein wiederkehrender Ort in zahlreichen Werken des Autors. Die Stadt Butte, bei der Martys Familie auf dem Weg nach Los Angeles Halt macht, spielte bereits in Lona Hanson eine Rolle.
Ebenfalls charakteristisch für Savages Romane ist die Thematisierung der zerrütteten Familie. Sie wird im Roman nicht nur durch die Abwesenheit des Vaters in Martys Leben gezeigt, sondern auch in der zerrütteten Familiensituation für Johns Tochter Margaret, die ihre Mutter verliert und später bei einem Onkel aufwächst, und in der Figur von Martys Sohn Charles, der den Verfall der Mutter und den Tod des Stiefvaters miterlebt und später bei seinem leiblichen Vater lebt. Für Kritiker zeichnete Savage Charles wie viele Jungenfiguren seiner Werke aus zerrütteten Familien als schüchtern, kreativ und in seiner eigenen Welt lebend, so interessiert sich Charles für den Bau von Modellflugzeugen. Im Gegensatz zu anderen Werken, wie The Power of the Dog (Figur des Peter) und The Liar (Figur des Gerry Sawyer), bleibt die Identifikation Savages mit der vaterlosen Jungenfigur in Daddy’s Girl aus.
Neu für Savage waren die zahlreichen Sexszenen im Buch, was die New York Times dazu brachte, den Roman eine „profoundly adult novel“ zu nennen. Savage verwendete zudem erstmals ein deutlich sexualisierteres Vokabular im Buch, darunter das Wort „fuck“. Mehrfach nimmt Savage Bezug auf Homosexualität und Homophobie. Im College wird Chris Zeuge der Ausgrenzung und Bestrafung eines homosexuellen Kommilitonen, der kurz darauf das College verlässt. In Utah kannte Chris eine lesbische Briefzustellerin, deren Beziehung zu einer Frau Stadtgespräch wurde, auch wenn man an die Existenz lesbischer Beziehungen nicht wirklich glaubte: „The idea was too absurd.“ Als Gegenpol zur gesellschaftlichen Ablehnung wird Marty gezeichnet, mit der sich Savage als Autor eng verbunden fühlt. Unter ihren Partygästen sind immer wieder auch homosexuelle Freunde. Einer Bekannten, die von ihr die Bestätigung haben will, dass Homosexualität nicht das Ende der Welt sei, begegnet sie mit Verständnis und Zuspruch. Martys offene Art führt auch dazu, dass Chris seine eigenen Vorurteile abbaut.

## Rezeption
Kirkus Reviews schrieb, dass Savage es schaffe, „eine wirklich sexy Geschichte mit beträchtlicher fleischlicher Offenheit zu erzählen, ohne sie zu beschmutzen […] Alles in allem eine sehr verführerische Unterhaltung über eine dieser verlorenen Lieben.“ Die New York Times hob hervor, dass Savage im Erzählen der Geschichte von Marty nicht den Fehler mache zu moralisieren, auch wenn er stellenweise simplifiziere. Die langsame Erkenntnis Chris’, was Marty für ihn persönlich und als tragisches Symbol bedeutet, gebe dem Roman einen positiven Antrieb, der das Buch über die reine Sozialkritik und in den Bereich ernstzunehmender Literatur hebe. Die Zeitschrift Contemporary Authors zählte Daddy’s Girl zu einem der Romane Savages, mit denen er sich als scharfsinniger Chronist der Conditio humana etabliere.
O. Alan Weltzien nannte den Roman rückblickend einen unbedeutenderen („lesser“) Roman Savages. Auch für Roger Sale gehörte der Roman 1973 zu den schlechteren des Autors, der „viel besser mit Männern als mit Frauen“ sei („He is much better with men than with women“), sodass neben Daddy’s Girl auch Lona Hanson im Vergleich zu anderen Werken wie Die Gewalt der Hunde und Trust in Chariots abfalle. Daddy’s Girl besitze dennoch viele gute Details und kleine, beschreibende Miniaturen („vignets“), bestehe jedoch zu sehr auf Martys Schicksal, anstatt ihre Geschichte wirklich zu entwickeln.